# 神经质
在心理學研究中，神經質（英語：Neuroticism），或譯情绪不稳定性等，被認為是一種基本的人格特質。 例如，在人格特質理論的五大人格方法中，神經質得分高的人比平均水平更容易情緒化，且更容易經驗焦慮、擔心、恐懼、憤怒、挫折、羨慕、嫉妒、內疚、沮喪、孤獨等感覺。
神經質指數得分高的人，被認為有患常見精神障礙（情緒障礙、焦慮症和物質使用障礙等相關部分已被進行研究），以及精神官能症的風險。
情绪不稳定性与低情緒商數（EQ）相关，包括情绪调节、动机和人际关系技能较低。